# Victoriano Manghini
Victoriano Manghini (* im 20. Jahrhundert) ist ein ehemaliger uruguayischer Fußballspieler.

## Karriere

### Verein
Mittelfeldakteur Manghini spielte auf Vereinsebene mindestens 1959 für den Danubio FC.

### Nationalmannschaft
Manghini gehörte der uruguayischen A-Nationalmannschaft an. Mit dieser nahm er an der Südamerikameisterschaft im Dezember 1959 teil, bei der Uruguay den Kontinentalmeistertitel gewann. Sein einziges Länderspiel absolvierte er bei jenem Turnier, als er am 16. Dezember 1959 in der mit 5:0 gewonnenen Partie gegen Argentinien für Horacio Troche eingewechselt wurde. Ein Länderspieltor schoss er nicht.

### Erfolge
- Südamerikameister: 1959